# Božidar Đelić
Božidar Đelić (Beograd, 1. travnja 1965. godine) srbijanski je političar, od 2007. do 2011. potpredsjednik Vlade Srbije.

## Životopis
Diplomirao je 1987. na francuskoj poslovnoj školi Hautes Etudes Commerciales i pariškom Institutu političkih znanosti. U razdoblju 1991. – 1992. radio je kao savjetnik Vlade Poljske u oblasti privatizacije i makrogospodarske reforme. Bio je savjetnik ministra financija Leszeka Balcerowicza i direktora varšavske burze.
Od 1992. do 1993. godine bio je savjetnik vršitelja dužnosti predsjednika Vlade Ruske Federacije Jegora Gajdara, potpredsjednika Vlade i ministra privatizacije Anatolija Čubajsa, kao i ministra financija Borisa Fjodorova.
Đelić je od 1993. do 2000. bio partner u konzultantskoj tvrtki McKinsey & Co, u Parizu i Silicijskoj dolini, gdje se specijalizirao kao savjetnik za područje financijskih institucija i medija.
Listopada 2000. imenovan je šefom ekspertnog tima potpredsjednika Savezne vlade SRJ, Miroljuba Labusa, zadužen za izradu gospodarskog programa. Na tom je mjestu ostao do prosinca iste godine. Ministar financija Srbije postao je 25. siječnja 2001. godine, u Vladi Zorana Đinđića. Na toj dužnosti bio je do ožujka 2004. godine.
Za izvanredne parlamentarne izbore 2007., Đelić je bio istaknut kao kandidat za premijera na listi Demokratske stranke. Međutim, jedan od uvjeta Demokratske stranke za formiranje koalicijske vlade bio je da premijersko mjesto pripadne tadašnjem premijeru Vojislavu Koštunici, pa je Đeliću pripalo mjesto potpredsjednika zaduženog za europske integracije. Za potpredsjednika Vlade Republike Srbije izabran je 15. svibnja 2007. godine i dužnost je obnašao do 9. prosinca 2011. godine.

## Državne funkcije
- Ministar financija Srbije (siječanj 2001. - ožujak 2004.)
- Potpredsjednik Vlade Srbije (svibanj 2007.- prosinac 2011.)

## Vanjske poveznice
- Službena stranica (srp.)(engl.)(fr.)